# Anton Ossipowitsch Muchlinski

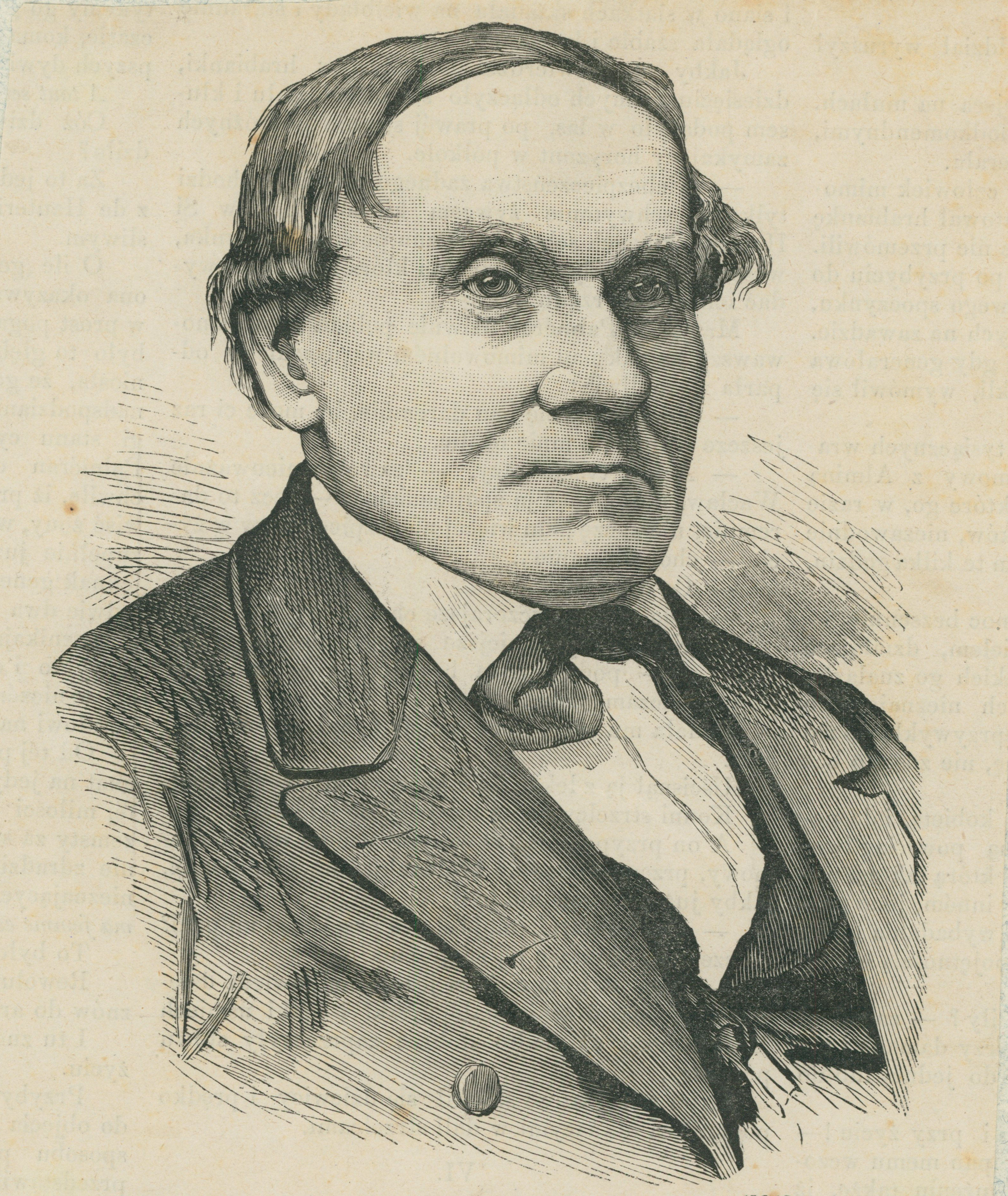
Antoni Muchliński, 2012

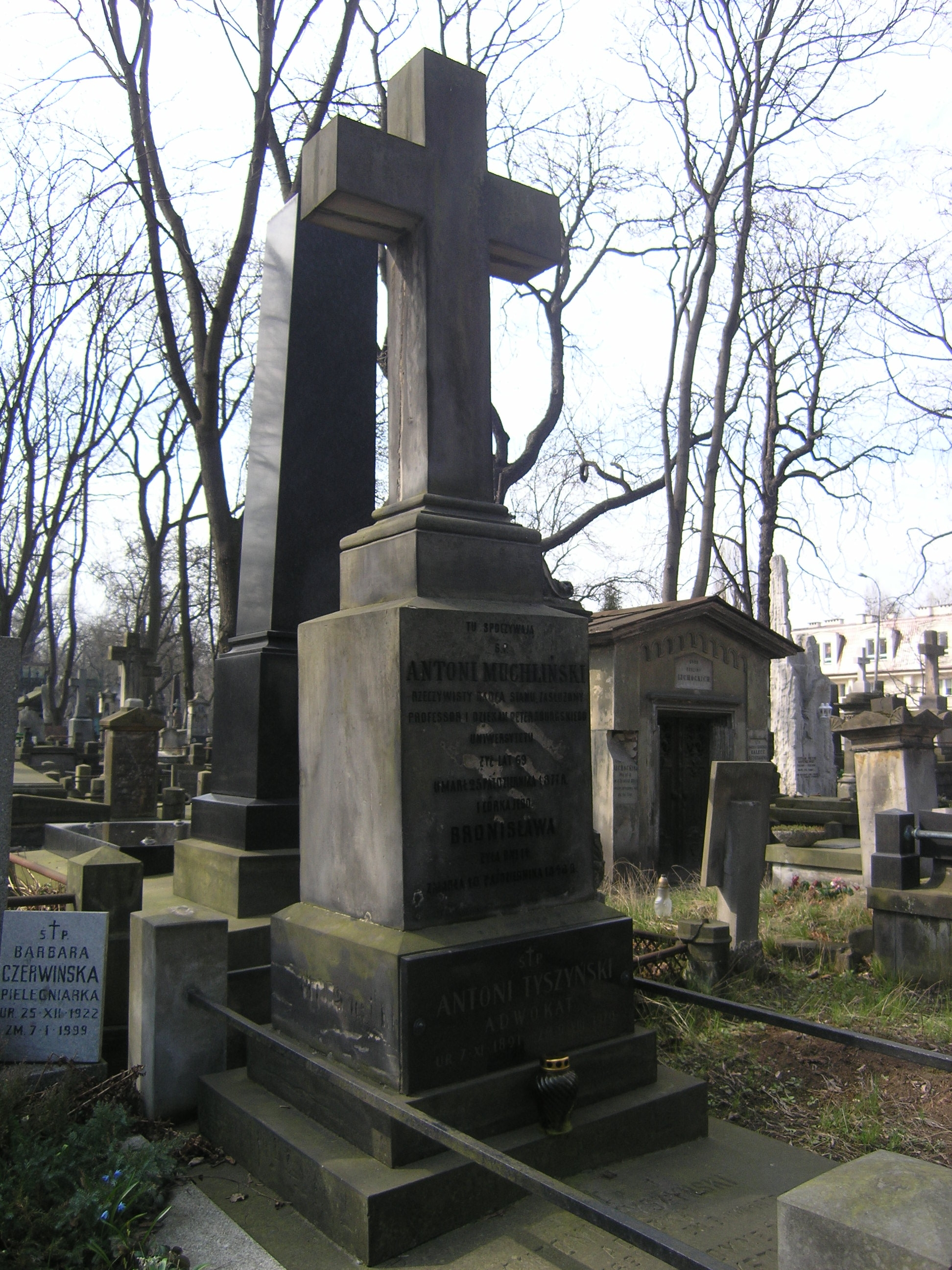
Antoni Muchlińskis Grab, 2012

Anton Ossipowitsch Muchlinski (auch: polnisch Antoni Muchliński, Antoni Mukhlinski; russisch Антон Осипович Мухлинский; * 1808; † 13. Oktober 1877) war ein polnisch-russischer Orientalist und Turkologe.

## Leben
Anton Muchlinski besuchte das Klostergymnasium in Molodetschno. Bereits im Alter von 15 Jahren trat er in die Universität Vilnius ein, zunächst in die Rechtsfakultät; er studierte unter anderem bei Joachim Lelewel. Nach einem ersten Abschluss 1826 oder 1827 studierte er an der Fakultät für Literatur und freie Künste weiter. Wilhelm Münnich lenkte sein Interesse auf die Orientalistik.
Weil die Universität Vilnius eine Gruppe begabter Studenten an die Universität nach Sankt Petersburg entsandte und er die Unterstützung durch seinen Onkel verloren hatte, ging Muchlinski nach Sankt Petersburg. Er absolvierte eine Aufnahmeprüfung der Russischen Akademie der Wissenschaften. 1832 erhielt er ein Reisestipendium und reiste über Odessa und Konstantinopel nach Syrien, Palästina und Ägypten. Von dort brachte er wertvolle Handschriften mit, darunter Werke des arabischen Geographen Achmed al-Katib.
Im Dezember 1835 wurde er nach Sankt Petersburg zurückgerufen und hielt eine Arabisch-Vorlesung am Lehrstuhl von Ossip Senkowski, zwei Jahre später erhielt er einen eigens für ihn geschaffenen Lehrstuhl für türkische Philologie. Muchlinski war der erste in Europa, der Lehr- und Lesebücher für den Gebrauch im universitären Türkisch-Unterricht zusammenstellte. Er forschte über die Lipka-Tataren und die belarussische, in arabischer Schrift geschriebene Literatur.
1846 arbeitete Muchlinski in der Biblioteka Rządowa in Warschau und war als Schulvisitator für die jüdischen Schulen im Gouvernement Kaunas eingesetzt.
Eine Erbschaft ermöglichte ihm die Rückkehr nach Sankt Petersburg, wo er zunächst als außerordentlicher, ab 1853 als ordentlicher Professor tätig war. Zwischen 1859 und 1866 wurde er zweimal zum Dekan der Fakultät für Orientalische Sprachen gewählt. Daneben widmete er sich dem Studium des Hebräischen.

## Persönliches
Muchlinski stammte aus einer verarmten polnischen Adelsfamilie. 1837 heiratete er Emilia Ciszyńska. Das Paar hatte drei Kinder. Anton Muchlinskis Grab befindet sich auf dem Powązki-Friedhof in Warschau.

## Werke
- Issledovanie o proischoždenii i sostojanii litovskich tatar (Forschung über die Herkunft der litauischen Tataren). Sankt Petersburg, 1857.